# George H. Scithers
George H(arry) Scithers (1929) is een Amerikaanse sciencefiction-redacteur.
Scithers publiceerde vanaf 1959 Amra, het fanzine van the Hyborian Legion, de eerste Conan de Barbaar fanclub. Dit tijdschrift won in 1964 en 1968 de Hugo Award voor beste fanzine. Een aantal van de artikelen uit Amra verzamelde hij samen met L. Sprague de Camp in de boeken The Conan Swordbook (1969) en The Conan Grimoire (1972).  In 1973 stichtte Scithers Owlswick Press, een kleine onafhankelijke uitgeverij.
In 1977 werd Scithers de eerste redacteur van Isaac Asimov's Science Fiction Magazine. Hij won Hugo's voor beste redacteur in 1978 en 1980 voor zijn werk bij Asimov's. In 1982 stapte hij over naar Amazing Stories en redigeerde dat tijdschrift tot 1986. Daarna werkte hij samen met John Gregory Betancourt en Darrell Schweitzer in de wederoprichting van het fantasy en horror tijdschrift Weird Tales. Vanaf de herverschijning in 1988 hebben zij het redacteurschap in verschillende combinaties uitgevoerd.